# Дворец народного творчества (Екатеринбург)
Свердло́вский госуда́рственный областно́й Дворе́ц наро́дного тво́рчества (бывший Дворец культуры УЗТМ) — культурное учреждение в Орджоникидзевском районе Екатеринбурга по адресу Фестивальная улица, 12.

## История
В 1920-х годах для организации досуга строителей Уралмашзавода был построен одноэтажный деревянный клуб. В 1936—1937 годах клуб переехал в реконструированный торговый корпус заводской фабрики-кухни по адресу улица Культуры, 3. Реконструированный зрительный зал вмещал 800 человек. Сразу после окончания реконструкции клуб назвали «Дом инженерно-технических работников», но вскоре переименовали во «Дворец культуры Уралмашзавода имени Сталина». Позднее, в 1967 году в здании был открыт музей истории УЗТМ.
В 1955 году была сформирована комиссия при главном архитекторе Свердловска, в функции которой входило рассмотрение проекта нового Дворца культуры, созданного в московской мастерской Министерства строительства СССР. После выхода постановления о борьбе с архитектурными излишествами проект был отвергнут.
Работы по проектированию нового Дворца культуры продолжились только в 1965 году. Итоговые эскизы и рабочие чертежи выполнялись под руководством Г. И. Белянкина, впоследствии ставшего главным архитектором города. В рабочую группу также входили главный архитектор В. Ю. Шапошник и главный инженер Ф. И. Клещев. За проектирование Дворца молодёжи и Дворца культуры УЗТМ Белянкин совместно с Шапошником В. Ю., Масленниковым Л. Б., Красновым В. Д., Бурдакиным В. В. и Малуновичем К. З. в 1974 году был награждён премией Совета Министров СССР. Макет здания презентовали председателю Совета министров СССР А. Н. Косыгину, в ходе рабочей поездки посетившему Уралмашзавод в 1966 году. 30 марта 1968 года был заложен фундамент здания, построена часть сценической коробки. После смены руководства Уралмашзавода в 1970 году работы приостановились. К 1974 году установили опалубку для кладки каменных сводов здания.
Строительство здания по адресу улица Фестивальная, 12 завершилось только осенью 1981 года. К строительству в разные периоды привлекались комсомольцы машиностроительного техникума, учащиеся профессионально-технических училищ, школьники, работники Уралмашзавода. Часть конструктивных элементов и элементов декора здания изготавливалась на Уралмашзаводе. Открытие нового Дворца культуры состоялось 5 ноября 1981 года и было приурочено к 64-й годовщине Октябрьской революции.
В новом Дворце культуры располагались клубы, студии, кафе и ресторан, концертный зал на 1200 мест, кинозал на 470 мест и малый зал на 380 мест, зал торжественных обрядов и «мраморный» зал. Общая площадь помещений составила около 20 тыс. м². В новом Дворце выступали Дарья Зыкова, Алла Пугачёва, Иосиф Кобзон, Лев Лещенко, «Песняры», Вячеслав Зайцев. В разное время на базе ДК функционировали клуб «Модница», клуб молодых специалистов, театр «Провинциальные танцы».
В начале 1980-х годов оставшийся от строительства здания дворца камень использовали в ходе реконструкции проезжей улицы Культуры в бульвар, а также для строительства площади 50-летию УЗТМ и одноимённого монумента.
В 1990-е годы Дворец культуры УЗТМ стал одной из «резиденций» уралмашевской ОПГ.
В 2000-х годах Дворец культуры УЗТМ был перепрофилирован и переименован в Свердловский государственный областной Дворец народного творчества.

## Архитектура
Отличительным мотивом здания являются пересекающиеся лестничные марши, символизирующие прогресс и космические достижения СССР. Атриума имеет сложный потолок, украшенный свисающими металлическими сферами и каскадными хрустальными люстрами.
Фойе Дворца культуры украшено обширным панно площадью около 150 м² и длиной 35 метров, выполненном в технике холодной энкаустики ленинградскими художниками П. Игнатьевым, И. Ураловым, В. Махитарьянцем и В. Суховым. Панно объединяет пять композиций: «Первопроходец», «Мастера камня», «Семья», «Металл Урала» и «Геолог», разделённых мозаичными элементами. Интерьеры Дворца культуры украшала финская мебель и первые в городе четыре эскалатора.
Перед дворцом разбита просторная площадь с наклонным пандусом, ведущим к главному входу в здание. На площади перед зданием установлен памятник Н. И. Кузнецову. Также в непосредственной близости находится Храм Святых Сергия Радонежского и Елизаветы и манеж «Урал».

## Галерея
- Вид с высоты
- Вид от улицы Фестивальной
- Здание в 2009 году
- Входная группа
- Западный угол
- Вид от ДК на площадь и храм
- Вид с высоты на ДК и манеж